# Maribelle (manzana)
'Maribelle' es una variedad moderna cultivar de manzano (Malus domestica). Esta manzana está obtenida en Holanda en 1995.

## Sinónimos
- „Lola“,

## Historia
El ingeniero Piet de Sonnaville tenía un huerto en Altforst. Allí desarrolló varias variedades nuevas de manzanas. En 1995 cruzó 'Gloster' con 'Meiprinses' (también una variedad que él mismo había desarrollado). El resultado de este cruce se cruzó con 'Elstar' y esta fue la 'Maribelle'.
Después de una existencia inactiva, las primeras 0.6 hectáreas de árboles fueron plantadas en 2005 con intenciones comerciales.
Solo en 2008 la manzana fue lanzada al mercado. El licenciatario es el vivero de árboles P. van Rijn en Wamel.

## Características
'Maribelle' es una variedad bastante grande con un diámetro de 75 a 85 mm. El color es rojo rosado con una base verde. El sabor es fresco y agridulce.
La 'Maribelle' tiene un contenido de azúcar promedio de 14 Brix, que es bueno. La dureza es, por término medio, de 7 a 8 kg / cm².
La manzana puede permanecer bien conservada y no es grasosa.

## Cultivo y ventas
Aunque 'Maribelle' es una variedad bajo licencia, no se gestiona como una raza de club: los productores son libres de elegir cómo trabajan y organizar el marketing. Por lo tanto, se puede considerar una variedad libre. Sin embargo, los productores pueden unirse a un "club". Esto está controlado por la sociedad-club « Jabema », una colaboración entre el vivero de árboles Jan van Ingen, el criador Ben de Sonnaville y la frutícola Mathieu Gremmen ("Jabema" es un acrónimo, compuesto de las primeras dos letras de los primeros nombres). En 2012,« Jabema » fue elegida compañía del año en el « Land van Maas en Waal ».
Las manzanas del club son comercializadas por « Jabema » bajo el nombre "Lola". En 2014, se sembraron alrededor de 130 ha de 'Maribelle' en los Países Bajos, repartidas en 70 productores. Otras 20 hectáreas se plantan fuera de los Países Bajos, principalmente en Bélgica, el Reino Unido y Dinamarca. La cantidad total comercializada por « Jabema » en 2014 ascendió a aproximadamente un millón de kg y aumentará considerablemente en los años siguientes: para 2018, el objetivo es de 5 millones de kg. Los mercados más importantes son los Países Bajos, Bélgica y Alemania
La producción promedio es de 60 toneladas por hectárea. La venta de Maribelle / Lola comienza más tarde que la de muchas otras variedades. Debido al alto valor de Brix, toma más tiempo antes de que todo el almidón se convierta en azúcar.

## Sensibilidades
'Maribelle' no es muy susceptible a la sarna del manzano y mildiu, así como a cancro de los árboles frutales. El árbol necesita magnesio. Debido a la sensibilidad limitada, 'Maribelle' también se produce cultivada ecológicamente.